# Takahiro Suka
Takahiro Suka (jap. 須賀 隆弘, Suka Takahiro; * 24. Januar 1971) ist ein japanischer Badmintonspieler.

## Karriere
Takahiro Suka siegte 1994 und 1995 bei den japanischen Erwachsenenmeisterschaften. 1996 war er auch bei den alljapanischen Meisterschaften erfolgreich. Weitere Medaillen gewann er 1993, 1997 und 2002. 1993 nahm er an den Asienspielen teil.

## Sportliche Erfolge
| Saison | Veranstaltung                   | Disziplin    | Platz | Name          |
| ------ | ------------------------------- | ------------ | ----- | ------------- |
| 1994   | Japan: Erwachsenenmeisterschaft | Herreneinzel | 1     | Takahiro Suka |
| 1995   | Japan: Erwachsenenmeisterschaft | Herreneinzel | 1     | Takahiro Suka |
| 1996   | Japan: Einzelmeisterschaften    | Herreneinzel | 1     | Takahiro Suka |